# Akua Asabea Ayisi
Akua Asabea Ayisi (3 tháng 4 năm 1927 - 21 tháng 4 năm 2010) là một nhà nữ quyền, cựu Thẩm phán Tòa án tối cao và là nữ nhà báo đầu tiên của Ghana. Trong sự phát triển của phong trào độc lập Ghana, Akua Asabea Ayisihe được đào tạo thành một nhà báo với Mabel Dove-Danquah và Kwame Nkrumah, người sau này trở thành thủ tướng và tổng thống đầu tiên của đất nước.
Công việc của Ayisi là biên tập viên chuyên mục phụ nữ, tập trung vào các vấn đề của phụ nữ, trong tờ báo Tin tức buổi tối Accra. Nó được coi là hành động cực đoan vào thời điểm đó.

## Tuổi thơ và hoạt động
Akua Asabea Ayisi sinh ngày 3 tháng 4 năm 1927 tại Mampong Akwapem và là con thứ tám trong số mười   bởi Mercy Adebra Mensah và Okyeame Kofi Ayisi.
Kofi Ayisi là một hoàng gia và nhà ngôn ngữ học cho Nhà vua, cũng là người thân của ông. Một số người chú của Akua Asabea Ayisi là linh mục tôn sùng hoàng gia. Kofi Ayisi có 70 người con, Mercy Adebra có 10 người trong số đó. Mẹ của Ayisi, ông của Mercy Adebra, Tetteh Quarshie đã trồng cây ca cao đầu tiên ở Ghana.
Akua Asabea Ayisi theo học tại trường tiểu học tại Trường tiểu học Presbyterian ở Mampong. Sau đó, cô đến Trường nữ sinh Trưởng lão ở Osu Accra. Akua sau đó đã đến Trường Thư ký Chính phủ để hoàn thành việc học của mình. Vào thời đó, mặc dù hiếm khi nhận được trình độ học vấn cao như phụ nữ. Tuy nhiên, mẹ cô tin tưởng mạnh mẽ vào sự giáo dục của tr gái.
Sau khi gia nhập Đảng Nhân dân (ĐCSTQ), do Kwame Nkrumah lãnh đạo, Akua trở thành nhà báo nữ đầu tiên được ghi nhận ở Ghana (1948) . Cô đã làm việc cùng với Nkrumah trên tờ Tin tức buổi tối Accra, một tờ báo hàng ngày do cựu tổng thống thành lập năm 1948 và viết những cuốn sách nhỏ chính trị đòi độc lập và vận động người dân Ghana chống lại sự thống trị của thực dân . Cô đặc biệt chỉnh sửa chuyên mục của phụ nữ trên trang nhất của tờ báo - một phần được giới thiệu bởi Kwame Nkrumah như một phần trong mục đích của anh ta nhằm nâng cao phụ nữ ở Ghana thông qua việc mở rộng quy định giáo dục của các cô gái . Sự ra mắt của tờ Tin tức buổi tối Accra vào ngày 6 tháng 3 năm 1949 trùng hợp với việc Nkrumah bị loại khỏi văn phòng của Tổng Bí thư của Đảng Công ước Bờ biển Vàng (UGCC). Thông qua tờ báo, Nkrumah muốn đấu tranh cho "chính quyền hoàn toàn, không phải trong thời gian ngắn nhất, mà là bây giờ."  Đã tạo ra một số tờ báo và ấn phẩm trong thời gian là một nhà hoạt động sinh viên, Nkrumah xem báo chí là một công cụ chính cho giáo dục và huy động lực lượng chính trị .